# Liste der Staatsoberhäupter 2002
Übersicht
◄◄ | ◄ | 1998 | 1999 | 2000 | 2001 | Liste der Staatsoberhäupter 2002 | 2003 | 2004 | 2005 | 2006 | ► | ►►

Weitere Ereignisse

## Afrika
- Ägypten
  - Staatsoberhaupt: Präsident Husni Mubarak (1981–2011) (1981–1982 Ministerpräsident)
  - Regierungschef: Ministerpräsident Atif Abaid (1999–2004)
- Algerien
  - Staatsoberhaupt: Präsident Abd al-Aziz Bouteflika (1999–2019)
  - Regierungschef: Ministerpräsident Ali Benflis (2000–2003)
- Angola
  - Staatsoberhaupt: Präsident José Eduardo dos Santos (1979–2017)
  - Regierungschef: Ministerpräsident Fernando da Piedade Dias dos Santos (6. Dezember 2002–2008)  (Amt 2002 neu geschaffen)
- Äquatorialguinea
  - Staatsoberhaupt: Präsident Teodoro Obiang Nguema Mbasogo (seit 1979) (bis 1982 Vorsitzender des Obersten Militärrats)
  - Regierungschef: Premierminister Cándido Muatetema Rivas (2001–2004)
- Äthiopien
  - Staatsoberhaupt: Präsident Girma Wolde-Giorgis (2001–2013)
  - Regierungschef: Ministerpräsident Meles Zenawi (1995–2012) (1991–1995 Präsident)
- Benin
  - Staats- und Regierungschef: Präsident Mathieu Kérékou (1972–1991, 1996–2006)
- Botswana
  - Staats- und Regierungschef: Präsident Festus Mogae (1998–2008)
- Burkina Faso
  - Staatsoberhaupt: Präsident Blaise Compaoré (1987–2014)
  - Regierungschef: Ministerpräsident Paramanga Ernest Yonli (2000–2007)
- Burundi
  - Staats- und Regierungschef: Präsident Pierre Buyoya (1987–1993, 1996–2003)
- Dschibuti
  - Staatsoberhaupt: Präsident Ismail Omar Guelleh (seit 1999)
  - Regierungschef: Ministerpräsident Dileita Mohamed Dileita (2001–2013)
- Elfenbeinküste
  - Staatsoberhaupt: Präsident Laurent Gbagbo (2000–2011)
  - Regierungschef: Ministerpräsident Pascal Affi N’Guessan (2000–2003)
- Eritrea
  - Staats- und Regierungschef: Präsident Isayas Afewerki (seit 1993)
- Gabun
  - Staatsoberhaupt: Präsident Omar Bongo (1967–2009)
  - Regierungschef: Ministerpräsident Jean-François Ntoutoume Emane (1999–2006)
- Gambia
  - Staats- und Regierungschef: Präsident Yahya Jammeh (1994–2017) (bis 1996 Vorsitzender des Provisorischen Regierungsrats der Armee)
- Ghana
  - Staats- und Regierungschef: Präsident John Agyekum Kufuor (2001–2009)
- Guinea
  - Staatsoberhaupt: Präsident Lansana Conté (1984–2008)
  - Regierungschef: Premierminister Lamine Sidimé (1999–2004)
- Guinea-Bissau
  - Staatsoberhaupt: Präsident Kumba Ialá (2000–2003)
  - Regierungschef:
    - Premierminister Alamara Nhassé (2001–17. November 2002)
    - Premierminister Mário Pires (17. November 2002–2003)
- Kamerun
  - Staatsoberhaupt: Präsident Paul Biya (seit 1982)
  - Regierungschef: Premierminister Peter Mafany Musonge (1996–2004)
- Kap Verde
  - Staatsoberhaupt: Präsident Pedro Pires (2001–2011) (1975–1991 Premierminister)
  - Regierungschef: Premierminister José Maria Neves (2001–2016) (seit 2021 Präsident)
- Kenia
  - Staats- und Regierungschef:
    - Präsident Daniel arap Moi (1978–30. Dezember 2002)
    - Präsident Mwai Kibaki (2002–2013)
- Komoren
  - Staatsoberhaupt:
    - Präsident Azali Assoumani (1999–21. Januar 2002, 2002–2006)
    - Ministerpräsident Hamada Madi (21. Januar 2002–26. Mai 2002) (kommissarisch) (2000–2002 Ministerpräsident)
    - Präsident Azali Assoumani (1991–2002, 26. Mai 2002–2006)

  - Regierungschef: Ministerpräsident Hamada Madi (2000–15. April 2002) (Amt 2002 abgeschafft) (2002 Präsident)
- Demokratische Republik Kongo (bis 1964 Kongo-Léopoldville, 1964–1971 Demokratische Republik Kongo, 1971–1997 Zaïre)
  - Staats- und Regierungschef: Präsident Joseph Kabila (2001–2019)
- Republik Kongo (1960–1970 Kongo-Brazzaville; 1970–1992 Volksrepublik Kongo)
  - Staats- und Regierungschef: Präsident Denis Sassou-Nguesso (1979–1992, seit 1997)
- Lesotho
  - Staatsoberhaupt: König Letsie III. (1990–1995, seit 1996)
  - Regierungschef: Ministerpräsident Bethuel Pakalitha Mosisili (1998–2012, 2015–2017)
- Liberia
  - Staats- und Regierungschef: Präsident Charles Taylor (1997–2003)
- Libyen
  - Revolutionsführer: Muammar al-Gaddafi (1969–2011) (1969–1979 Generalsekretär des Allgemeinen Volkskongresses)
  - Staatsoberhaupt: Generalsekretär des Allgemeinen Volkskongresses Zantani Muhammad az-Zantani (1992–2008)
  - Regierungschef: Generalsekretär des Allgemeinen Volkskomitees Mubarak Abdallah asch-Schamich (2000–2003) (2009–2010 Generalsekretär des Allgemeinen Volkskongresses)
- Madagaskar (22. Februar 2002–5. Juli 2002 Präsidentschaft umstritten)
  - Staatsoberhaupt:
    - Präsident Didier Ratsiraka (1975–1993, 1997–5. Juli 2002)
    - Präsident Marc Ravalomanana (22. Februar 2002–2009)

  - Regierungschef:
    - Premierminister Tantely Andrianarivo (1998–31. Mai 2002)
    - Premierminister Jacques Sylla (26. Februar 2002–2007) (von Ravalomanana ernannt)
    - Premierminister Jean-Jacques Rasolondraibe (31. Mai 2002–5. Juli 2002) (von Ratsiraka ernannt)
- Malawi
  - Staats- und Regierungschef: Präsident Bakili Muluzi (1994–2004)
- Mali
  - Staatsoberhaupt:
    - Präsident Alpha Oumar Konaré (1992–8. Juni 2002)
    - Präsident Amadou Toumani Touré (1991–1992, 8. Juni 2002–2012)

  - Regierungschef:
    - Premierminister Mandé Sidibé (2000–18. März 2002)
    - Premierminister Modibo Keïta (18. März 2002–9. Juni 2002, 2015–2017)
    - Premierminister Ahmed Mohamed Ag Hamani (9. Juni 2002–2004)
- Marokko
  - Staatsoberhaupt: König Mohammed VI. (seit 1999)
  - Regierungschef:
    - Premierminister Abderrahmane Youssoufi (1998–9. Oktober 2002)
    - Premierminister Driss Jettou (9. Oktober 2002–2007)
- Mauretanien
  - Staatsoberhaupt: Präsident Maaouya Ould Sid’Ahmed Taya (1984–2005) (1981–1984, 1984–1992 Ministerpräsident)
  - Regierungschef: Premierminister Cheikh El Avia Ould Mohamed Khouna (1996–1997, 1998–2003)
- Mauritius
  - Staatsoberhaupt:
    - Präsident Cassam Uteem (1992–15. Februar 2002)
    - Vizepräsident Angidi Chettiar (15. Februar 2002–18. Februar 2002) (kommissarisch)
    - Vorsitzender des obersten Gerichtshofes Ariranga Pillay (18. Februar 2002–25. Februar 2002) (kommissarisch)
    - Präsident Karl Offmann (25. Februar 2002–2003)

  - Regierungschef: Premierminister Anerood Jugnauth (1982–1995, 2000–2003, 2014–2017) (2003–2012 Präsident)
- Mosambik
  - Staatsoberhaupt: Präsident Joaquim Alberto Chissano (1986–2005)
  - Regierungschef: Premierminister Pascoal Mocumbi (1994–2004)
- Namibia
  - Staatsoberhaupt: Präsident Sam Nujoma (1990–2005)
  - Regierungschef:
    - Premierminister Hage Geingob (1990–28. August 2002, 2012–2015) (2015–2024 Präsident)
    - Premierminister Theo-Ben Gurirab (28. August 2002–2005)
- Niger
  - Staatsoberhaupt: Präsident Mamadou Tandja (1999–2010)
  - Regierungschef: Premierminister Hama Amadou (1995–1996, 2000–2007)
- Nigeria
  - Staats- und Regierungschef: Präsident Olusegun Obasanjo (1976–1979, 1999–2007)
- Ruanda
  - Staatsoberhaupt: Präsident Paul Kagame (seit 2000)
  - Regierungschef: Ministerpräsident Bernard Makuza (2000–2011)
- Sambia
  - Staats- und Regierungschef:
    - Präsident Frederick Chiluba (1991–2. Januar 2002)
    - Präsident Levy Mwanawasa (2. Januar 2002–2008)
- São Tomé und Príncipe
  - Staatsoberhaupt: Präsident Fradique de Menezes (2001–2011)
  - Regierungschef:
    - Premierminister Evaristo Carvalho (1994, 2001–28. März 2002)
    - Premierminister Gabriel Arcanjo da Costa (28. März 2002–7. Oktober 2002)
    - Premierministerin Maria das Neves (7. Oktober 2002–2003, 2003–2004)
- Senegal
  - Staatsoberhaupt: Präsident Abdoulaye Wade (2000–2012)
  - Regierungschef:
    - Premierministerin Mame Madior Boye (2001–4. November 2002)
    - Premierminister Idrissa Seck (4. November 2002–2004)
- Seychellen
  - Staats- und Regierungschef: Präsident France-Albert René (1977–2004) (1976–1977 Ministerpräsident)
- Sierra Leone
  - Staats- und Regierungschef: Präsident Ahmad Tejan Kabbah (1996–1997, 1998–2007)
- Simbabwe
  - Staats- und Regierungschef: Präsident Robert Mugabe (1987–2017) (1980–1987 Ministerpräsident)
- Somalia
  - Staatsoberhaupt: Präsident Abdikassim Salat Hassan (2000–2004)
  - Regierungschef: Ministerpräsident Hassan Abshir Farah (2001–2003)
    - Somaliland (international nicht anerkannt)
      - Staats- und Regierungschef:
        - Präsident Mohammed Haji Ibrahim Egal (1993–3. Mai 2002) (1967–1969 Ministerpräsident von Somalia)
        - Präsident Dahir Riyale Kahin (3. Mai 2002–2010)
- Südafrika
  - Staats- und Regierungschef: Präsident Thabo Mbeki (1999–2008)
- Sudan
  - Staats- und Regierungschef: Präsident Umar al-Baschir (1989–2019)
- Swasiland
  - Staatsoberhaupt: König Mswati III. (seit 1986)
  - Regierungschef: Premierminister Barnabas Sibusiso Dlamini (1996–2003, 2008–2018)
- Tansania
  - Staatsoberhaupt: Präsident Benjamin Mkapa (1995–2005)
  - Regierungschef: Premierminister Frederick Sumaye (1995–2005)
- Togo
  - Staatsoberhaupt: Präsident Gnassingbé Eyadéma (1967–2005)
  - Regierungschef:
    - Ministerpräsident Agbéyomé Messan Kodjo (2000–Juni 2002)
    - Ministerpräsident Koffi Sama (29. Juni 2002–2005)
- Tschad
  - Staatsoberhaupt: Präsident Idriss Déby (1990–2021)
  - Regierungschef:
    - Ministerpräsident Nagoum Yamassoum (1999–12. Juni 2002)
    - Ministerpräsident Haroun Kabadi (12. Juni 2002–2003)
- Tunesien
  - Staatsoberhaupt: Präsident Zine el-Abidine Ben Ali (1987–2011) (1987 Ministerpräsident)
  - Regierungschef: Ministerpräsident Mohamed Ghannouchi (1999–2011)
- Uganda
  - Staatsoberhaupt: Präsident Yoweri Museveni (seit 1986)
  - Regierungschef: Ministerpräsident Apolo Nsibambi (1999–2011)
- Westsahara (umstritten)
  - Staatsoberhaupt: Präsident Mohamed Abdelaziz (1976–2016) (im Exil)
  - Regierungschef: Ministerpräsident Bouchraya Hammoudi Beyoun (1993–1995, 1999–2003, seit 2020) (im Exil)
- Zentralafrikanische Republik
  - Staatsoberhaupt: Präsident Ange-Félix Patassé (1993–2003) (1976–1978 Ministerpräsident)
  - Regierungschef: Ministerpräsident Martin Ziguélé (2001–2003)

## Amerika

### Nordamerika
- Kanada
  - Staatsoberhaupt: Königin Elisabeth II. (1952–2022)
    - Generalgouverneurin: Adrienne Clarkson (1999–2005)

  - Regierungschef: Premierminister Jean Chrétien (1993–2003)
- Mexiko
  - Staats- und Regierungschef: Präsident Vicente Fox (2000–2006)
- Vereinigte Staaten von Amerika
  - Staats- und Regierungschef: Präsident George W. Bush (2001–2009)

### Mittelamerika
- Antigua und Barbuda
  - Staatsoberhaupt: Königin Elisabeth II. (1981–2022)
    - Generalgouverneur James Carlisle (1993–2007)

  - Regierungschef: Premierminister Lester Bird (1994–2004)
- Bahamas
  - Staatsoberhaupt: Königin Elisabeth II. (1973–2022)
    - Generalgouverneurin: Ivy Dumont (2001–2005)

  - Regierungschef:
    - Premierminister Hubert Ingraham (1992–3. Mai 2002, 2007–2012)
    - Premierminister Perry Christie (3. Mai 2002–2007, 2012–2017)
- Barbados
  - Staatsoberhaupt: Königin Elisabeth II. (1966–2021)
    - Generalgouverneur: Clifford Husbands (1996–2011)

  - Regierungschef: Premierminister Owen Arthur (1994–2008)
- Belize
  - Staatsoberhaupt: Königin Elisabeth II. (1981–2022)
    - Generalgouverneur: Colville Young (1993–2021)

  - Regierungschef: Premierminister Said Musa (1998–2008)
- Costa Rica
  - Staats- und Regierungschef:
    - Präsident Miguel Ángel Rodríguez Echeverría (1998–8. Mai 2002)
    - Präsident Abel Pacheco (8. Mai 2002–2006)
- Dominica
  - Staatsoberhaupt: Präsident Vernon Shaw (1998–2003)
  - Regierungschef: Premierminister Pierre Charles (2000–2004)
- Dominikanische Republik
  - Staats- und Regierungschef: Präsident Hipólito Mejía (2000–2004)
- El Salvador
  - Staats- und Regierungschef: Präsident Francisco Flores Pérez (1999–2004)
- Grenada
  - Staatsoberhaupt: Königin Elisabeth II. (1974–2022)
    - Generalgouverneur: Daniel Williams (1996–2008)

  - Regierungschef: Premierminister Keith Mitchell (1995–2008, 2013–2022)
- Guatemala
  - Staats- und Regierungschef: Präsident Alfonso Antonio Portillo Cabrera (2000–2004)
- Haiti
  - Staatsoberhaupt: Präsident Jean-Bertrand Aristide (1991, 1993–1994, 1994–1996, 2001–2004)
  - Regierungschef:
    - Ministerpräsident Jean Marie Chérestal (2001–15. März 2002)
    - Ministerpräsident Yvon Neptune (15. März 2002–2004)
- Honduras
  - Staats- und Regierungschef:
    - Präsident Carlos Roberto Flores Facussé (1998–27. Januar 2002)
    - Präsident Ricardo Maduro (27. Januar 2002–2006)
- Jamaika
  - Staatsoberhaupt: Königin Elisabeth II. (1962–2022)
    - Generalgouverneur: Howard Cooke (1991–2006)

  - Regierungschef: Ministerpräsident Percival J. Patterson (1992–2006)
- Kuba
  - Staatsoberhaupt und Regierungschef: Präsident des Staatsrats und des Ministerrats Fidel Castro (1976–2008) (1959–1976 Ministerpräsident)
- Nicaragua
  - Staats- und Regierungschef:
    - Präsident Arnoldo Alemán (1997–10. Januar 2002)
    - Präsident Enrique Bolaños (10. Januar 2002–2007)
- Panama
  - Staats- und Regierungschef: Präsidentin Mireya Moscoso (1999–2004)
- St. Kitts und Nevis
  - Staatsoberhaupt: Königin Elisabeth II. (1983–2022)
    - Generalgouverneur: Cuthbert Sebastian (1996–2013)

  - Regierungschef: Ministerpräsident Denzil Douglas (1995–2015)
- St. Lucia
  - Staatsoberhaupt: Königin Elisabeth II. (1979–2022)
    - Generalgouverneurin: Dame Pearlette Louisy (1997–2017)

  - Regierungschef: Ministerpräsident Kenneth Anthony (1997–2006, 2011–2016)
- St. Vincent und die Grenadinen
  - Staatsoberhaupt: Königin Elisabeth II. (1979–2022)
    - Generalgouverneur/-in:
      - Charles Antrobus (1996–3. Juni 2002)
      - Monica Dacon (3. Juni 2002–2. September 2002) (kommissarisch)
      - Frederick Ballantyne (2. September 2002–2019)

  - Regierungschef: Ministerpräsident Ralph Gonsalves (seit 2001)
- Trinidad und Tobago
  - Staatsoberhaupt: Präsident Arthur N. R. Robinson (1997–2003) (1986–1991 Ministerpräsident)
  - Regierungschef: Ministerpräsident Patrick Manning (1991–1995, 2001–2010)

### Südamerika
- Argentinien
  - Staats- und Regierungschef:
    - Präsident Eduardo Camaño (2001–2. Januar 2002) (kommissarisch)
    - Präsident Eduardo Duhalde (2. Januar 2002–2003)
- Bolivien
  - Staats- und Regierungschef:
    - Präsident Jorge Quiroga Ramírez (2001–6. August 2002)
    - Präsident Gonzalo Sánchez de Lozada (1993–1997, 6. August 2002–2003)
- Brasilien
  - Staats- und Regierungschef: Präsident Fernando Henrique Cardoso (1995–2003)
- Chile
  - Staats- und Regierungschef: Präsident Ricardo Lagos Escobar (2000–2006)
- Ecuador
  - Staats- und Regierungschef: Präsident Gustavo Noboa (2000–2003)
- Guyana
  - Staatsoberhaupt: Präsident Bharrat Jagdeo (1999–2011) (1999 Ministerpräsident)
  - Regierungschef: Ministerpräsident Sam Hinds (1992–1997, 1997–1999, 1999–2015) (1997 Präsident)
- Kolumbien
  - Staats- und Regierungschef:
    - Präsident Andrés Pastrana (1998–7. August 2002)
    - Präsident Álvaro Uribe Vélez (7. August 2002–2010)
- Paraguay
  - Staats- und Regierungschef: Präsident Luis Ángel González Macchi (1999–2003)
- Peru
  - Staatsoberhaupt: Präsident Alejandro Toledo (2001–2006)
  - Regierungschef:
    - Vorsitzender des Ministerrats Roberto Dañino Zapata (2001–12. Juli 2002)
    - Vorsitzender des Ministerrats Luis Solari de la Fuente (12. Juli 2002–2003)
- Suriname
  - Staats- und Regierungschef: Präsident Ronald Venetiaan (1991–1996, 2000–2010)
  - Regierungschef: Vizepräsident Jules Ratankumar Ajodhia (1991–1996, 2000–2005)
- Uruguay
  - Staats- und Regierungschef: Präsident Jorge Batlle Ibáñez (2000–2005)
- Venezuela
  - Staats- und Regierungschef:
    - Präsident Hugo Chávez (1999–12. April 2002, 2002–2013)
    - Präsident der Übergangsregierung Pedro Carmona Estanga (12. April 2002–13. April 2002)
    - Präsident Diosdado Cabello (13. April 2002–13. April 2002) (kommissarisch)
    - Präsident Hugo Chávez (1999–2002, 14. April 2002–2013)

## Asien

### Ost-, Süd- und Südostasien
- Bangladesch
  - Staatsoberhaupt:
    - Präsident A. Q. M. Badruddoza Chowdhury (2001–21. Juni 2002)
    - Präsident Jamiruddin Sircar (21. Juni 2002–6. September 2002) (kommissarisch)
    - Präsident Iajuddin Ahmed (6. September 2002–2009) (2006–2007 Premierminister)

  - Regierungschef: Premierministerin Khaleda Zia (1991–1996, 2001–2006)
- Bhutan
  - Staatsoberhaupt: König Jigme Singye Wangchuck (1972–2006)
  - Regierungschef:
    - Ministerpräsident Khandu Wangchuk (2001–14. August 2002, 2007–2008)
    - Ministerpräsident Kinzang Dorji (14. August 2002–2003, 2007–2008)
- Brunei
  - Staats- und Regierungschef: Sultan Hassanal Bolkiah (seit 1967)
- Republik China (Taiwan)
  - Staatsoberhaupt: Präsident Chen Shui-bian (2000–2008)
  - Regierungschef:
    - Ministerpräsident Chang Chun-hsiung (2000–1. Februar 2002, 2007–2008)
    - Ministerpräsident You Si-kun (1. Februar 2002–2005)
- Volksrepublik China
  - Staatsoberhaupt: Präsident Jiang Zemin (1993–2003)
  - Regierungschef: Ministerpräsident Zhu Rongji (1998–2003)
- Indien
  - Staatsoberhaupt:
    - Präsident K. R. Narayanan (1997–25. Juli 2002)
    - Präsident A. P. J. Abdul Kalam (25. Juli 2002–2007)

  - Regierungschef: Premierminister Atal Bihari Vajpayee (1996, 1998–2004)
- Indonesien
  - Staatsoberhaupt und Regierungschef: Präsidentin Megawati Sukarnoputri (2001–2004)
- Japan
  - Staatsoberhaupt: Kaiser Akihito (1989–2019)
  - Regierungschef: Premierminister Jun’ichirō Koizumi (2001–2006)
- Kambodscha
  - Staatsoberhaupt: König Norodom Sihanouk (1941–1955, 1993–2004) (1960–1970, 1975–1976, 1991–1993 Präsident)
  - Regierungschef: Premierminister Hun Sen (1985–2023)
- Nordkorea
  - Vorsitzender der Nationalen Verteidigungskommission: Kim Jong-il (1994–2011)
  - Vorsitzender des Präsidiums der Obersten Volksversammlung: Kim Yong-nam (1998–2019)
  - Regierungschef: Ministerpräsident Hong Song-nam (1997–2003)
- Südkorea
  - Staatsoberhaupt: Präsident Kim Dae-jung (1998–2003)
  - Regierungschef:
    - Ministerpräsident Lee Han-dong (2000–11. Juli 2002)
    - Ministerpräsidentin Chang Sang (11. Juli 2002–31. Juli 2002) (kommissarisch)
    - Ministerpräsident Jeon Yun-churl (31. Juli 2002–9. August 2002) (kommissarisch)
    - Ministerpräsident Chang Dae-whan (9. August 2002–10. September 2002) (kommissarisch)
    - Ministerpräsident Kim Suk-soo (10. September 2002–2003)
- Laos
  - Staatsoberhaupt: Präsident Khamtay Siphandone (1998–2006)
  - Regierungschef: Ministerpräsident Boungnang Vorachith (2001–2006) (2016–2021 Präsident)
- Malaysia
  - Staatsoberhaupt: Oberster Herrscher Syed Sirajuddin (2001–2006)
  - Regierungschef: Premierminister Mahathir bin Mohamad (1981–2003, 2018–2020)
- Malediven
  - Staats- und Regierungschef: Präsident Maumoon Abdul Gayoom (1978–2008)
- Myanmar
  - Staatsoberhaupt: Vorsitzender des Staatsrats für Frieden und Entwicklung Than Shwe (1992–2011) (1992–2003 Ministerpräsident)
  - Regierungschef: Ministerpräsident Than Shwe (1992–2003) (1992–2011 Vorsitzender des Staatsrats für Frieden und Entwicklung)
- Nepal
  - Staatsoberhaupt: König Gyanendra (1950–1951, 2001–2008)
  - Regierungschef:
    - Premierminister Sher Bahadur Deuba (1995–1997, 2001–4. Oktober 2002, 2004–2005, 2017–2018, 2021–2022)
    - Premierminister Lokendra Bahadur Chand (1983–1986, 1990, 1997, 11. Oktober 2002–2003)
- Osttimor (seit 20. Mai 2002 unabhängig)
  - Staatsoberhaupt: Präsident Xanana Gusmão (20. Mai 2002–2007) (2007–2015, seit 2023 Premierminister)
  - Regierungschef: Premierminister Marí Bin Amude Alkatiri (20. Mai 2002–2006, 2017–2018)
- Pakistan
  - Staatsoberhaupt: Präsident Pervez Musharraf (2001–2008) (1999–2002 Regierungschef)
  - Regierungschef:
    - Chief Executive Pervez Musharraf (1999–23. November 2002) (2001–2008 Präsident)
    - Ministerpräsident Zafarullah Khan Jamali (23. November 2002–2004)
- Philippinen
  - Staats- und Regierungschef: Präsidentin Gloria Macapagal-Arroyo (2001–2010)
- Singapur
  - Staatsoberhaupt: Präsident Sellapan Ramanathan (1999–2011)
  - Regierungschef: Premierminister Goh Chok Tong (1990–2004)
- Sri Lanka
  - Staatsoberhaupt: Präsidentin Chandrika Kumaratunga (1994–2005) (1994 Premierministerin)
  - Regierungschef: Premierminister Ranil Wickremesinghe (1993–1994, 2001–2004, 2015–2018, 2018–2019, 2022) (2022–2024 Präsident)
- Thailand
  - Staatsoberhaupt: König Rama IX. Bhumibol Adulyadej (1946–2016)
  - Regierungschef: Ministerpräsident Thaksin Shinawatra (2001–2006)
- Vietnam
  - Staatsoberhaupt: Präsident Trần Đức Lương (1997–2006)
  - Regierungschef: Ministerpräsident Phan Văn Khải (1997–2006)

### Vorderasien
- Armenien
  - Staatsoberhaupt: Präsident Robert Kotscharjan (1998–2008) (1992–1994 Ministerpräsident von Bergkarabach, 1994–1997 Präsident von Bergkarabach, 1997–1998 Ministerpräsident von Armenien)
  - Regierungschef: Ministerpräsident Andranik Markarjan (2000–2007)
- Aserbaidschan
  - Staatsoberhaupt: Präsident Heidar Alijew (1993–2003)
  - Regierungschef: Ministerpräsident Artur Rasizadä (1996–2003, 2003–2018)
  - Bergkarabach (international nicht anerkannt)
    - Staatsoberhaupt: Präsident Arkadi Ghukassjan (1997–2007)
    - Regierungschef: Ministerpräsident Anuschawan Danieljan (1999–2007)
- Bahrain
  - Staatsoberhaupt: König Hamad bin Isa Al Chalifa (seit 1999) (bis 14. Februar 2002 Emir)
  - Regierungschef: Ministerpräsident Chalifa ibn Salman Al Chalifa (1971–2020)
- Georgien
  - Staatsoberhaupt: Präsident Eduard Schewardnadse (1992–2003)
  - Regierungschef: Ministerpräsident Awtandil Dschorbenadse (2001–2003)
  - Abchasien (international nicht anerkannt)
    - Staatsoberhaupt: Präsident Wladislaw Ardsinba (1992–2005)
    - Regierungschef:
      - Ministerpräsident Anri Dschergenij (2001–29. November 2002)
      - Ministerpräsident Gennadi Gagulija (1995–1997, 29. November 2002–2003)

  - Südossetien (international nicht anerkannt)
    - Staatsoberhaupt: Präsident Eduard Kokoity (2001–2011)
    - Regierungschef: Ministerpräsident  Gerassim Chugajew (1991–1993, 2001–2003) (bis 9. Januar 2002 kommissarisch)
- Irak
  - Staats- und Regierungschef: Präsident Saddam Hussein (1979–2003)
- Iran
  - Religiöses Oberhaupt: Oberster Rechtsgelehrter Ali Chamene’i (seit 1989) (1981–1989 Ministerpräsident)
  - Regierungschef: Präsident Mohammad Chātami (1997–2005)
- Israel
  - Staatsoberhaupt: Präsident Mosche Katzav (2000–2007)
  - Regierungschef: Ministerpräsident Ariel Scharon (2001–2006)
- Jemen
  - Staatsoberhaupt: Vorsitzender des Präsidialrates Ali Abdullah Salih (1990–2012) (ab 1994 Präsident) (1978–1990 Präsident des Nordjemen)
  - Regierungschef: Ministerpräsident Abd al-Qadir Badschamal (2001–2007)
- Jordanien
  - Staatsoberhaupt: König Abdullah II. (seit 1999)
  - Regierungschef: Ministerpräsident Ali Abu ar-Ragheb (2000–2003)
- Katar
  - Staatsoberhaupt: Emir Hamad bin Chalifa Al Thani (1995–2013) (1995–1996 Ministerpräsident)
  - Regierungschef: Ministerpräsident Abdullah bin Chalifa Al Thani (1996–2007)
- Kuwait
  - Staatsoberhaupt: Emir Dschabir III. (1977–2006) (1962–1963, 1965–1978 Ministerpräsident)
  - Regierungschef: Ministerpräsident Sa'ad al-Abdallah as-Salim as-Sabah (1978–2003) (2006 Emir)
- Libanon
  - Staatsoberhaupt: Präsident Émile Lahoud (1998–2007)
  - Regierungschef: Ministerpräsident Rafiq al-Hariri (1992–1998, 2000–2004)
- Oman
  - Staats- und Regierungschef: Sultan Qabus ibn Said (1970–2020)
- Palästinensische Autonomiegebiete
  - Staats- und Regierungschef: Präsident: Jassir Arafat (1994–2004)
- Saudi-Arabien
  - Staats- und Regierungschef: König Fahd ibn Abd al-Aziz (1982–2005)
- Syrien
  - Staatsoberhaupt: Präsident Baschar al-Assad (2000–2024)
  - Regierungschef: Ministerpräsident Mohammed Mustafa Miro (2000–2003)
- Türkei
  - Staatsoberhaupt: Präsident Ahmet Necdet Sezer (2000–2007)
  - Regierungschef:
    - Ministerpräsident Bülent Ecevit (1974, 1977, 1978–1979, 1999–18. November 2002)
    - Ministerpräsident Abdullah Gül (18. November 2002–2003) (2007–2014 Präsident)
- Vereinigte Arabische Emirate
  - Staatsoberhaupt: Präsident Zayid bin Sultan Al Nahyan (1971–2004) (1966–2004 Emir von Abu Dhabi)
  - Regierungschef: Ministerpräsident Maktum bin Raschid Al Maktum (1971–1979, 1990–2006) (1990–2006 Emir von Dubai)

### Zentralasien
- Afghanistan
  - Staats- und Regierungschef: Präsident Hamid Karzai (2001–2014)
- Kasachstan
  - Staatsoberhaupt: Präsident Nursultan Nasarbajew (1991–2019)
  - Regierungschef:
    - Ministerpräsident Qassym-Schomart Toqajew (1999–28. Januar 2002)
    - Ministerpräsident Imanghali Tasmaghambetow (28. Januar 2002–2003)
- Kirgisistan
  - Staatsoberhaupt: Präsident Askar Akajew (1991–2005)
  - Regierungschef:
    - Ministerpräsident Kurmanbek Bakijew (2000–22. Mai 2002, 2005) (2005–2010 Präsident)
    - Ministerpräsident Nikolai Tanajew (22. Mai 2002–2005)
- Mongolei
  - Staatsoberhaupt: Präsident Natsagiin Bagabandi (1997–2005)
  - Regierungschef: Ministerpräsident Nambaryn Enchbajar (2000–2004) (2005–2009 Präsident)
- Tadschikistan
  - Staatsoberhaupt: Präsident Emomalij Rahmon (seit 1992)
  - Regierungschef: Ministerpräsident Oqil Oqilow (1999–2013)
- Turkmenistan
  - Staats- und Regierungschef: Präsident Saparmyrat Nyýazow (1991–2006)
- Usbekistan
  - Staatsoberhaupt: Präsident Islom Karimov (1991–2016)
  - Regierungschef: Ministerpräsident Oʻtkir Sultonov (1995–2003)

## Australien und Ozeanien
- Australien
  - Staatsoberhaupt: Königin Elisabeth II. (1952–2022)
    - Generalgouverneur: Peter Hollingworth (2001–2003)

  - Regierungschef: Premierminister John Howard (1996–2007)
- Cookinseln (unabhängiger Staat in freier Assoziierung mit Neuseeland)
  - Staatsoberhaupt: Königin Elisabeth II. (1965–2022)
    - Queen’s Representative: Frederick Tutu Goodwin (2001–2013)

  - Regierungschef:
    - Premierminister Terepai Maoate (1999–11. Februar 2002)
    - Premierminister Robert Woonton (11. Februar 2002–2004)
- Fidschi
  - Staatsoberhaupt: Präsident Josefa Iloilo (2000–2006, 2007–2009)
  - Regierungschef: Premierminister Laisenia Qarase (2000–2001, 2001–2006)
- Kiribati
  - Staats- und Regierungschef: Präsident Teburoro Tito (1994–2003)
- Marshallinseln
  - Staats- und Regierungschef: Präsident Kessai Note (2000–2008)
- Mikronesien
  - Staats- und Regierungschef: Präsident Leo Falcam (1999–2003)
- Nauru
  - Staats- und Regierungschef: Präsident René Harris (1999–2000, 2001–2003, 2003, 2003–2004)
- Neuseeland
  - Staatsoberhaupt: Königin Elisabeth II. (1952–2022)
    - Generalgouverneurin: Silvia Cartwright (2001–2006)

  - Regierungschef: Premierministerin Helen Clark (1999–2008)
- Niue (unabhängiger Staat in freier Assoziierung mit Neuseeland)
  - Staatsoberhaupt: Königin Elisabeth II. (1974–2022)
    - Queen’s Representative: Generalgouverneur von Neuseeland

  - Regierungschef:
    - Premierminister Sani Lakatani (1999–1. Mai 2002)
    - Premierminister Young Vivian (1992–1993, 1. Mai 2002–2008)
- Palau
  - Staats- und Regierungschef: Präsident Tommy Remengesau (2001–2009, 2013–2021)
- Papua-Neuguinea
  - Staatsoberhaupt: Königin Elisabeth II. (1975–2022)
    - Generalgouverneur: Silas Atopare (1997–2003)

  - Regierungschef:
    - Premierminister Mekere Morauta (1999–5. August 2002)
    - Premierminister Michael Somare (1975–1980, 1982–1985, 5. August 2002–2011)
- Salomonen
  - Staatsoberhaupt: Königin Elisabeth II. (1978–2022)
    - Generalgouverneur: John Lapli (1999–2004)

  - Regierungschef: Premierminister Allan Kemakeza (2001–2006)
- Samoa
  - Staatsoberhaupt: O le Ao o le Malo Tanumafili II. (1962–2007)
  - Regierungschef: Premierminister Sailele Tuilaʻepa Malielegaoi (1998–2021)
- Tonga
  - Staatsoberhaupt: König Taufaʻahau Tupou IV. (1970–2006)
  - Regierungschef: Premierminister Ulukalala Lavaka Ata (2000–2006) (seit 2012 König)
- Tuvalu
  - Staatsoberhaupt: Königin Elisabeth II. (1978–2022)
    - Generalgouverneur: Tomasi Puapua (1998–2003)

  - Regierungschef:
    - Premierminister Koloa Talake (2001–2. August 2002)
    - Ministerpräsident Saufatu Sopoanga (2. August 2002–2004)
- Vanuatu
  - Staatsoberhaupt: Präsident John Bennett Bani (1999–2004)
  - Regierungschef: Premierminister Edward Natapei (2001–2004, 2008–2010, 2011)

## Europa
- Albanien
  - Staatsoberhaupt:
    - Präsident Rexhep Meidani (1997–24. Juli 2002)
    - Präsident Alfred Moisiu (24. Juli 2002–2007)

  - Regierungschef:
    - Ministerpräsident Ilir Meta (1999–31. Juli 2002)
    - Ministerpräsident Fatos Nano (1991, 1997–1998, 31. Juli 2002–2005)
- Andorra
  - Co-Fürsten:
    - Staatspräsident von Frankreich Jacques Chirac (1995–2007)
      - Persönlicher Repräsentant: 
        - Frédéric de Saint-Sernin (1999–26. Juli 2002)
        - Philippe Massoni (26. Juli 2002–2007)

    - Bischof von Urgell Joan Martí Alanís (1971–2003)
      - Persönlicher Repräsentant: Nemesi Marquès i Oste (1993–2010)

  - Regierungschef: Regierungspräsident Marc Forné Molné (1994–2005)
- Belarus
  - Staatsoberhaupt: Präsident Aljaksandr Lukaschenka (seit 1994)
  - Regierungschef: Ministerpräsident Uladsimir Jarmoschyn Henads Nawizki (2001–2003)
- Belgien
  - Staatsoberhaupt: König Albert II. (1993–2013)
  - Regierungschef: Premierminister Guy Verhofstadt (1999–2008)
- Bosnien und Herzegowina
  - Hoher Repräsentant für Bosnien und Herzegowina
    - Repräsentant: Wolfgang Petritsch (1999–26. Mai 2002)
    - Repräsentant: Paddy Ashdown (27. Mai 2002–2006)

  - Staatsoberhaupt:
    - Vorsitzender des Staatspräsidiums Jozo Križanović (2001–14. Februar 2002)
    - Vorsitzender des Staatspräsidiums Beriz Belkić (14. Februar 2002–28. Oktober 2002)
    - Vorsitzender des Staatspräsidiums Mirko Šarović (28. Oktober 2002–2003)

  - Staatspräsidium:
    - Bosniaken:
      - Alija Izetbegović (1998–5. Oktober 2002)
      - Sulejman Tihić (5. Oktober 2002–2006)

    - Kroaten:
      - Jozo Križanović (2001–5. Oktober 2002)
      - Dragan Čović (5. Oktober 2002–2005, 2014–2018)

    - Serben: 
      - Živko Radišić (1998–5. Oktober 2002)
      - Mirko Šarović (5. Oktober 2002–2003)

  - Regierungschef:
    - Ministerpräsident Zlatko Lagumdžija (2001–15. März 2002)
    - Ministerpräsident Dragan Mikerević (15. März–23. Dezember 2002)
    - Ministerpräsident Adnan Terzić (23. Dezember 2002–2007)
- Bulgarien
  - Staatsoberhaupt:
    - Präsident Petar Stojanow (1997–22. Januar 2002)
    - Präsident Georgi Parwanow (22. Januar 2002–2012)

  - Regierungschef: Ministerpräsident Simeon Sakskoburggotski (2001–2005) (1943–1946 König)
- Dänemark
  - Staatsoberhaupt: Königin Margrethe II. (1972–2024)
  - Regierungschef: Ministerpräsident Anders Fogh Rasmussen (2001–2009)
  - Färöer (politisch selbstverwalteter und autonomer Bestandteil des Königreichs Dänemark)
    - Vertreter der dänischen Regierung: Reichsombudsfrau Birgit Kleis (2001–2005)
    - Regierungschef: Ministerpräsident Anfinn Kallsberg (1998–2004)

  - Grönland (politisch selbstverwalteter und autonomer Bestandteil des Königreichs Dänemark)
    - Vertreter der dänischen Regierung:
    - Reichsombudsmann Gunnar Martens (1995–31. März 2002)
    - Reichsombudsmann Peter Lauritzen (1. April 2002–2005)
    - Regierungschef:
      - Ministerpräsident Jonathan Motzfeldt (1979–1991, 1997–14. Dezember 2002)
      - Ministerpräsident Hans Enoksen (14. Dezember 2002–2009)
- Deutschland
  - Staatsoberhaupt: Bundespräsident Johannes Rau (1999–2004)
  - Regierungschef: Bundeskanzler Gerhard Schröder (1998–2005)
- Estland
  - Staatsoberhaupt: Präsident Arnold Rüütel (1991–1992, 2001–2006)
  - Regierungschef:
    - Ministerpräsident Mart Laar (1992–1994, 1999–28. Januar 2002)
    - Ministerpräsident Siim Kallas (28. Januar 2002–2003)
- Finnland
  - Staatsoberhaupt: Präsidentin Tarja Halonen (2000–2012)
  - Regierungschef: Ministerpräsident Paavo Lipponen (1995–2003)
- Frankreich
  - Staatsoberhaupt: Präsident Jacques Chirac (1995–2007) (1974–1976, 1986–1988 Premierminister)
  - Regierungschef:
    - Premierminister Lionel Jospin (1997–6. Mai 2002)
    - Premierminister Jean-Pierre Raffarin (6. Mai 2002–2005)
- Griechenland
  - Staatsoberhaupt: Präsident Konstantinos Stefanopoulos (1995–2005)
  - Regierungschef: Ministerpräsident Konstantinos Simitis (1996–2004)
- Irland
  - Staatsoberhaupt: Präsidentin Mary McAleese (1997–2011)
  - Regierungschef: Taoiseach Bertie Ahern (1997–2008)
- Island
  - Staatsoberhaupt: Präsident Ólafur Ragnar Grímsson (1996–2016)
  - Regierungschef: Ministerpräsident Davíð Oddsson (1991–2004)
- Italien
  - Staatsoberhaupt: Präsident Carlo Azeglio Ciampi (1999–2006) (1993–1994 Ministerpräsident)
  - Regierungschef: Ministerpräsident Silvio Berlusconi (1994–1995, 2001–2006, 2008–2011)
- Jugoslawien
  - Staatsoberhaupt: Präsident Vojislav Koštunica (2000–2003)
  - Regierungschef: Ministerpräsident Zoran Žižić (2000–2003)
- Kanalinseln[1]
  - Guernsey
    - Staats- und Regierungschef: Herzogin Elisabeth II. (1952–2022)
      - Vizegouverneur: John Foley (2000–2005)

  - Jersey
    - Staats- und Regierungschef: Herzogin Elisabeth II. (1952–2022)
      - Vizegouverneur: John Cheshire (2001–2006)
- Kroatien
  - Staatsoberhaupt: Präsident Stjepan Mesić (2000–2010)
  - Regierungschef: Regierungspräsident Ivica Račan (2000–2003)
- Lettland
  - Staatsoberhaupt: Präsidentin Vaira Vīķe-Freiberga (1999–2007)
  - Regierungschef:
    - Ministerpräsident Andris Bērziņš (2000–7. November 2002)
    - Ministerpräsident Einars Repše (7. November 2002–2004)
- Liechtenstein
  - Staatsoberhaupt: Fürst Hans-Adam II. (seit 1989)
  - Regierungschef: Otmar Hasler (2001–2009)
- Litauen
  - Staatsoberhaupt: Präsident Valdas Adamkus (1998–2003, 2004–2009)
  - Regierungschef: Ministerpräsident Algirdas Brazauskas (2001–2006) (1992–1998 Präsident )
- Luxemburg
  - Staatsoberhaupt: Großherzog Henri (seit 2000)
  - Regierungschef: Ministerpräsident Jean-Claude Juncker (1995–2013)
- Malta
  - Staatsoberhaupt: PräsidentGuido de Marco (1999–2004)
  - Regierungschef: Premierminister Edward Fenech Adami (1987–1996, 1998–2004) (2004–2009 Präsident)
- Isle of Man[1]
  - Staatsoberhaupt: Lord of Man Elisabeth II. (1952–2022)
    - Vizegouverneur:Ian David Macfadyen (2000–2005)

  - Regierungschef: Premierminister Richard Corkill (2001–2004)
- Mazedonien
  - Staatsoberhaupt: Präsident Boris Trajkovski (1999–2004)
  - Regierungschef:
    - Ministerpräsident Ljubčo Georgievski (1998–1. November 2002)
    - Ministerpräsident Branko Crvenkovski (1992–1998, 1. November 2002–2004) (2004–2009 Präsident)
- Moldau
  - Staatsoberhaupt: Präsident Vladimir Voronin (2001–2009)
  - Regierungschef: Ministerpräsident Vasile Tarlev (2001–2008)
  - Transnistrien (international nicht anerkannt)
    - Präsident: Igor Smirnow (1991–2011)
- Monaco
  - Staatsoberhaupt: Fürst: Rainier III. (1949–2005)
  - Regierungschef: Staatsminister Patrick Leclercq (2000–2005)
- Niederlande
  - Staatsoberhaupt: Königin Beatrix (1980–2013)
  - Regierungschef:
    - Ministerpräsident Wim Kok (1994–22. Juli 2002)
    - Ministerpräsident Jan Peter Balkenende (22. Juli 2002–2010)

  - Niederländische Antillen (Land des Königreichs der Niederlande)
    - Vertreter der niederländischen Regierung: 
      - Gouverneur Jaime Saleh (1990–1. Juli 2002)
      - Gouverneur Frits Goedgedrag (1. Juli 2002–2010)

    - Regierungschef: 
      - Ministerpräsident Miguel Pourier (1999–3. Juni 2002)
      - Ministerpräsident Etienne Ys (3. Juni 2002–2003)
- Norwegen
  - Staatsoberhaupt: König Harald V. (seit 1991)
  - Regierungschef: Ministerpräsident Kjell Magne Bondevik (1997–2000, 2001–2005)
- Österreich
  - Staatsoberhaupt: Bundespräsident Thomas Klestil (1992–2004)
  - Regierungschef: Bundeskanzler Wolfgang Schüssel (2000–2007)
- Polen
  - Staatsoberhaupt: Präsident Aleksander Kwaśniewski (1995–2005)
  - Regierungschef: Ministerpräsident Leszek Miller (2001–2004)
- Portugal
  - Staatsoberhaupt: Präsident Jorge Sampaio (1996–2006)
  - Regierungschef:
    - Ministerpräsident António Guterres (1995–6. April 2002)
    - Ministerpräsident José Manuel Barroso (6. April 2002–2004)
- Rumänien
  - Staatsoberhaupt: Präsident Ion Iliescu (1989–1996, 2000–2004)
  - Regierungschef: Ministerpräsident Adrian Năstase (2000–2004)
- Russland
  - Staatsoberhaupt: Präsident Wladimir Putin (1999–2008, seit 2012) (kommissarisch bis 7. Mai 2000) (1999–2000, 2008–2012 Ministerpräsident)
  - Regierungschef: Ministerpräsident Michail Kassjanow (2000–2004)
- San Marino
  - Staatsoberhaupt: Capitani Reggenti
    - Alberto Cecchetti (1975, 1994, 1998, 1. Oktober 2001–1. April 2002) und Gino Giovagnoli (1. Oktober 2001–1. April 2002)
    - Antonio Lazzaro Volpinari (1973–1974, 1977, 1. April 2002–1. Oktober 2002) und Giovanni Francesco Ugolini (1. April 2002–1. Oktober 2002, 2010–2011)
    - Giuseppe Maria Morganti (1. Oktober 2002–1. April 2003) und Mauro Chiaruzzi (1. Oktober 2002–1. April 2003)

  - Regierungschef: 
    - Außenminister Gabriele Gatti (1986–15. Mai 2002) (2011–2012 Capitano Reggente)
    - Außenminister Pier Marino Menicucci (15. Mai 2002–20. Mai 2002) (2003 Capitani Reggente)
    - Außenminister Romeo Morri (20. Mai 2002–25. Juni 2002) (1992–1993 Capitano Reggente)
    - Ministerpräsident Außenminister Augusto Casali (25. Juni 2002–16. Dezember 2002)
    - Außenminister Fiorenzo Stolfi (16. Dezember 2002–2003)
- Schweden
  - Staatsoberhaupt: König Carl XVI. Gustaf (seit 1973)
  - Regierungschef: Ministerpräsident Göran Persson (1996–2006)
- Schweiz[2]
  - Bundespräsident Kaspar Villiger (1995, 1. Januar 2002–31. Dezember 2002)
  - Bundesrat:
    - Kaspar Villiger (1989–2003)
    - Ruth Dreifuss (1993–31. Dezember 2002)
    - Moritz Leuenberger (1995–2010)
    - Pascal Couchepin (1998–2009)
    - Joseph Deiss (1999–2006)
    - Ruth Metzler-Arnold (1999–2003)
    - Samuel Schmid (2001–2008)
- Slowakei
  - Staatsoberhaupt: Präsident Rudolf Schuster (1999–2004)
  - Regierungschef: Ministerpräsident Mikuláš Dzurinda (1998–2006)
- Slowenien
  - Staatsoberhaupt:
    - Präsident Milan Kučan (1991–22. Dezember 2002)
    - Präsident Janez Drnovšek (22. Dezember 2002–2007) (1992–2000, 2000–2002 Präsident)

  - Regierungschef:
    - Ministerpräsident Janez Drnovšek (1992–2000, 2000–11. Dezember 2002) (2002–2007 Präsident)
    - Ministerpräsident Anton Rop (11. Dezember 2002–2004)
- Spanien
  - Staatsoberhaupt: König Juan Carlos I. (1975–2014)
  - Regierungschef: Ministerpräsident José María Aznar (1996–2004)
- Tschechien
  - Staatsoberhaupt: Präsident Václav Havel (1993–2003)
  - Regierungschef:
    - Ministerpräsident Miloš Zeman (1998–12. Juli 2002) (2013–2023 Präsident)
    - Ministerpräsident Vladimír Špidla (12. Juli 2002–2004)
- Ukraine
  - Staatsoberhaupt: Präsident Leonid Kutschma (1994–2005) (1992–1993 Ministerpräsident)
  - Regierungschef:
    - Ministerpräsident Anatolij Kinach (2001–21. November 2002)
    - Ministerpräsident Wiktor Janukowytsch (21. November 2002–2005, 2006–2007) (2010–2014 Präsident)
- Ungarn
  - Staatsoberhaupt: Präsident Ferenc Mádl (2000–2005)
  - Regierungschef:
    - Ministerpräsident Viktor Orbán (1998–27. Mai 2002, seit 2010)
    - Ministerpräsident Péter Medgyessy (27. Mai 2002–2004)
- Vatikanstadt
  - Staatsoberhaupt: Papst Johannes Paul II. (1978–2005)
  - Regierungschef: Präsident des Governatorats Edmund Casimir Szoka (1997–2006)
- Vereinigtes Königreich
  - Staatsoberhaupt: Königin Elisabeth II. (1952–2022) (gekrönt 1953)
  - Regierungschef: Premierminister Tony Blair (1997–2007)
- Republik Zypern
  - Staats- und Regierungschef: Präsident Glafkos Klerides (1993–2003)
  - Nordzypern (international nicht anerkannt)
    - Staatsoberhaupt: Präsident Rauf Denktaş (1983–2005)
    - Regierungschef: Ministerpräsident Derviş Eroğlu (1985–1994, 1996–2004, 2009–2010) (2010–2015 Präsident)